# Elisabeth Williams (zapaśniczka)
Elisabeth "Lis" Williams – kanadyjska zapaśniczka. Złota medalistka mistrzostw panamerykańskich w 2010. Srebro na akademickich MŚ w 2010 roku. Zawodniczka Concordia University. Grała w rugby i uprawiała judo.